# Syncarida
Los sincáridos (Syncarida) son un superorden de crustáceos de la clase Malacostraca, que comprende a dos órdenes Anaspidacea y Bathynellacea. Se conocen a 59 géneros distribuidos en 6 familias:
Anaspidacea Calman, 1904
- Anaspididae Thomson, 1893
- Koonungidae Sayce, 1908
- Psammaspididae Schminke, 1974
- Stygocarididae Noodt, 1963

Bathynellacea Chappuis, 1915
- Bathynellidae Grobben, 1904
- Parabathynellidae Noodt, 1965